# Salle d'apparat
 (août 2014).
Si vous disposez d'ouvrages ou d'articles de référence ou si vous connaissez des sites web de qualité traitant du thème abordé ici, merci de compléter l'article en donnant les références utiles à sa vérifiabilité et en les liant à la section « Notes et références ».

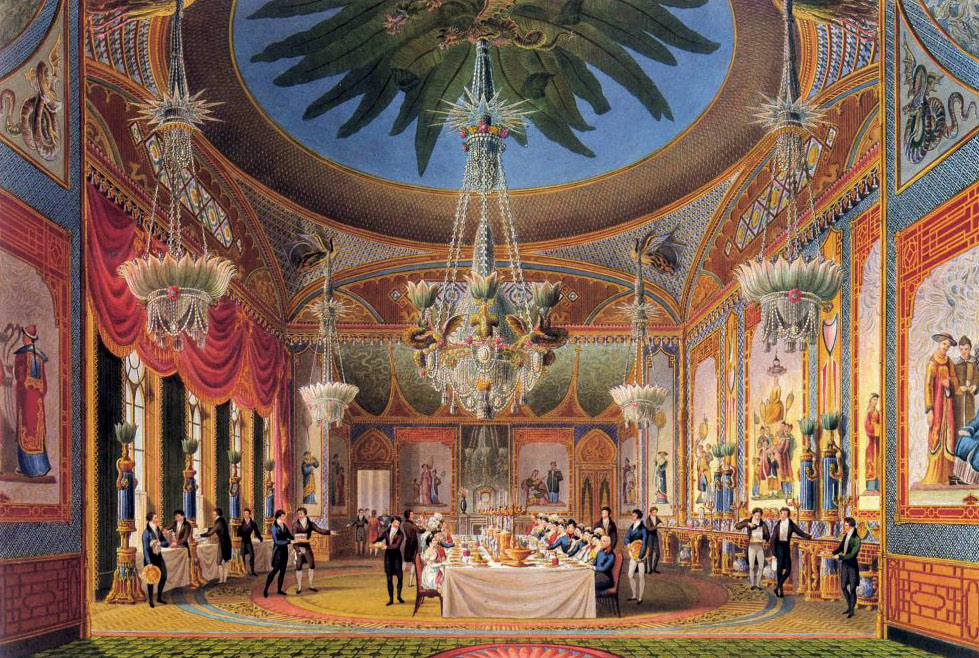
Salle d'apparat.

Une salle d'apparat, appelée aussi durant la période médiévale Grande Salle ou Grand-Salle (pour le Moyen-Âge, on rencontre fréquemment dans les études historique le terme latin d'aula ou aula magna), est la grande pièce (ou une série de pièces) destinée aux réceptions d’apparat (banquets, grandes assemblées privées et officielles, d'où son autre nom de salle de réception ou salle de banquet) des résidences de nobles (manoir, palais, château) et où, parfois, le seigneur rend justice.

## Histoire
La salle d'apparat est issue du plan type du palais de Charlemagne à Aix-la-Chapelle. Celui-ci est constitué de la trilogie architecturale carolingienne typique : la grande salle seigneuriale (aula en latin, Saal ou Rittersaal en allemand, hall ou Great Hall en anglais), la chapelle (capella en latin - sur le modèle de la chapelle du palais de Charlemagne, construite par Eudes de Metz - lieu de prière mais aussi de clergie, c'est-à-dire de savoir latin grâce à sa bibliothèque liturgique) et la partie domestique (camerae en latin, appartements privés destinés à la mesnie), notamment la chambre aux dames (correspondant au gynécée antique).
Il s'agit de la pièce la plus décorée de la résidence, elle contient notamment de belles œuvres d'art. Elle se développe au Moyen Âge et surtout à la Renaissance et à l'époque moderne, périodes pour lesquelles la représentation est privilégiée.
Le Palais de la Cité à Paris abritait l'une des salles d'apparat médiévales les plus grandioses et les plus grandes d'Europe, la fameuse Grand-Salle, édifiée par Philippe le Bel. Il s'agissait d'une salle gothique voûtée en lambris, et dont les colonnes centrales portaient les statues de soixante-dix-huit rois de France. Au rez-de-chaussée de la Grand-Salle se trouvait la grande salle basse, à l'usage des domestiques du palais, qui subsiste encore et que l'on peut visiter à la Conciergerie.
Le Palais de justice de Poitiers, aménagé dans les anciens bâtiments du Palais des Comtes de Poitou, conserve un rare exemple de Grande Salle médiévale, construite par Aliénor d'Aquitaine.